# Potentilla crantzii
Potentilla crantzii là loài thực vật có hoa trong họ Hoa hồng. Loài này được (Crantz) Beck ex Fritsch miêu tả khoa học đầu tiên năm 1892.

## Hình ảnh

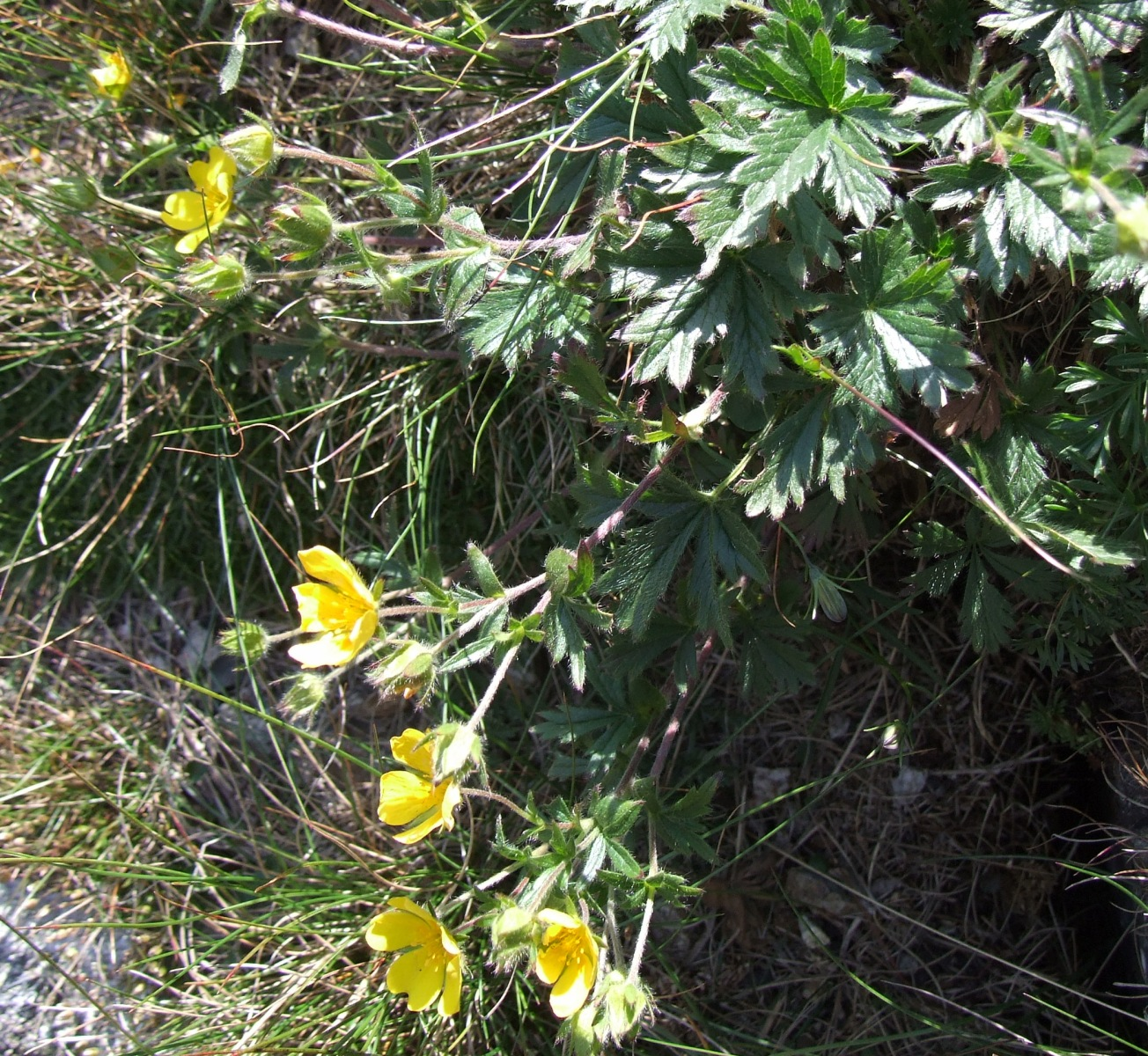
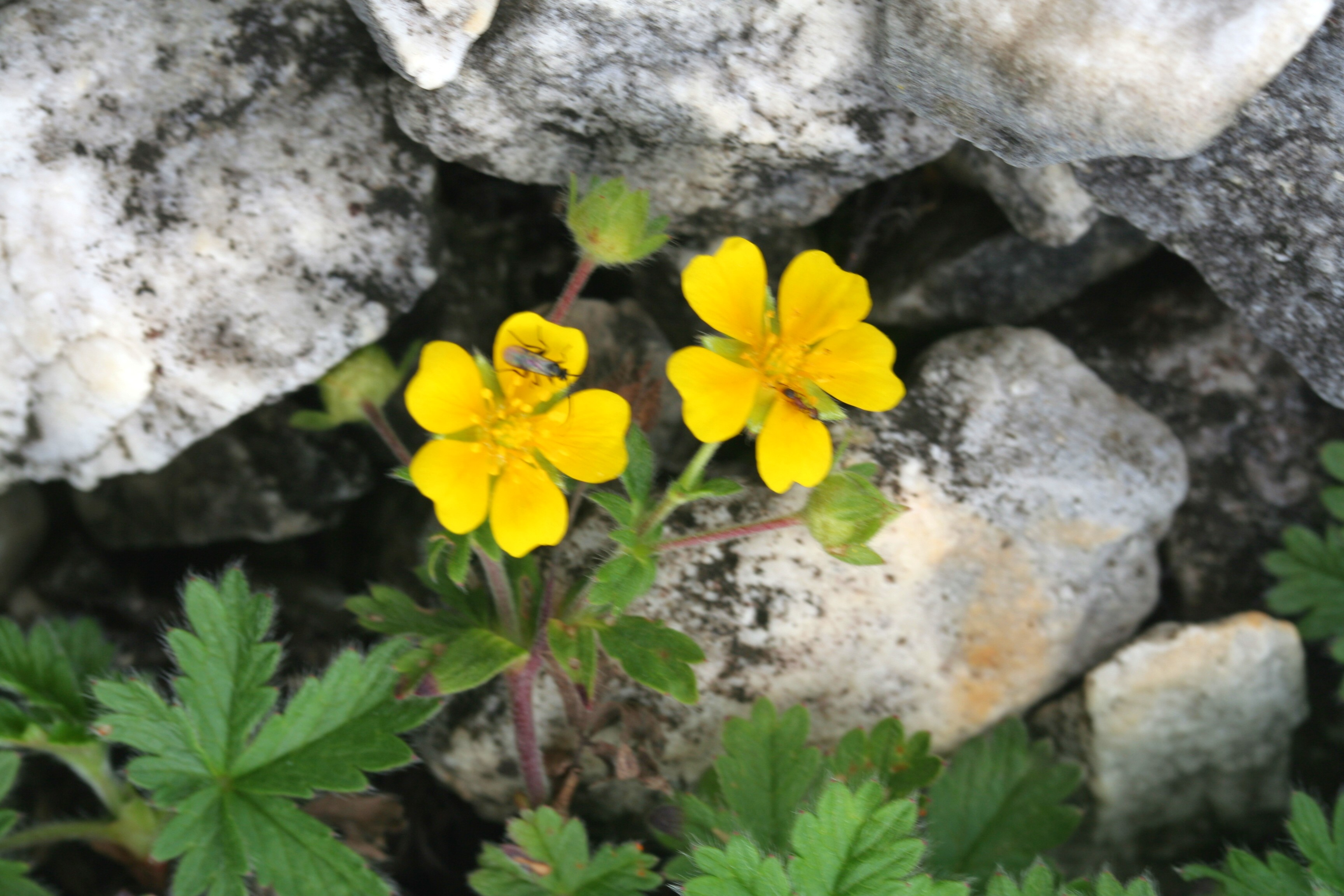
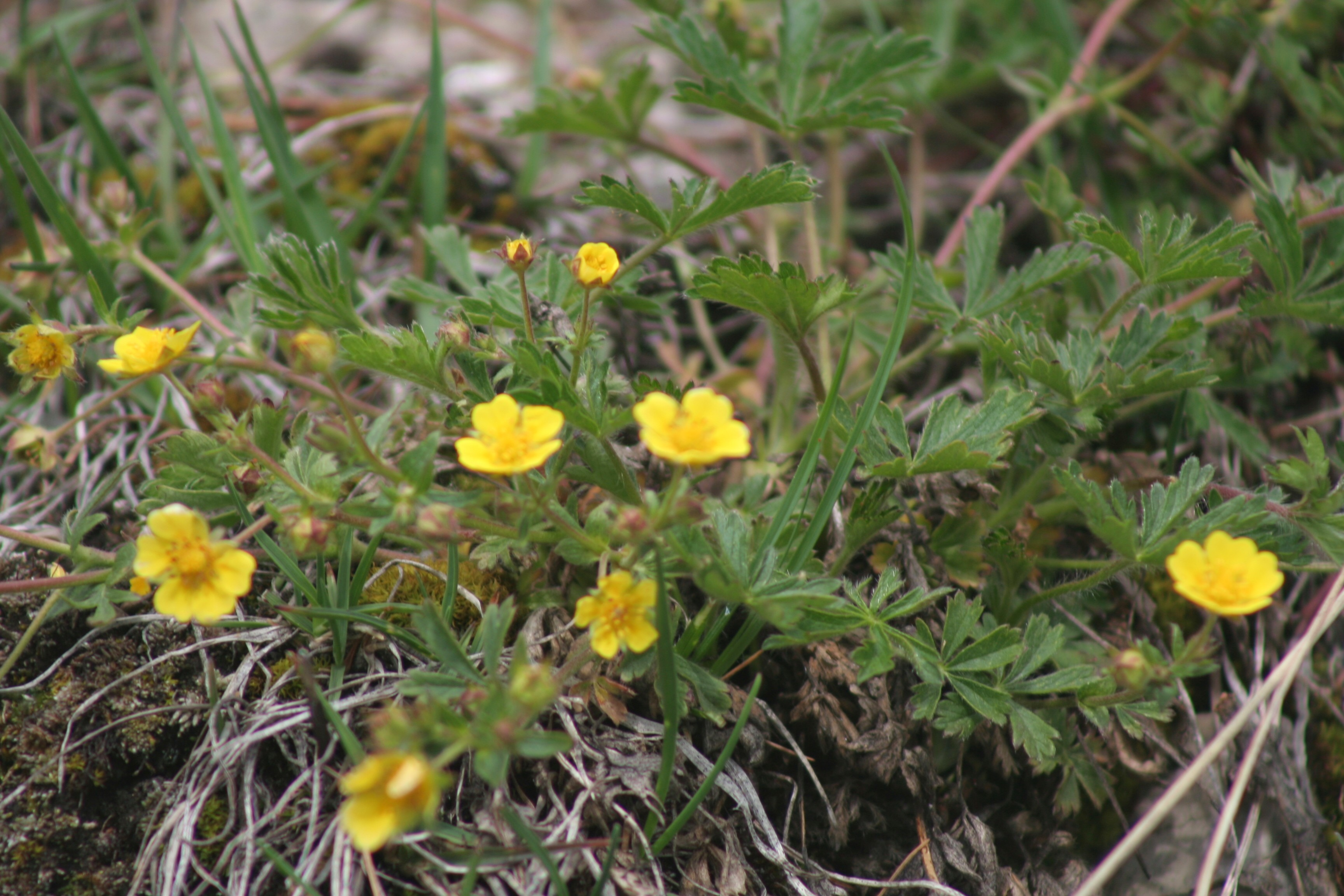
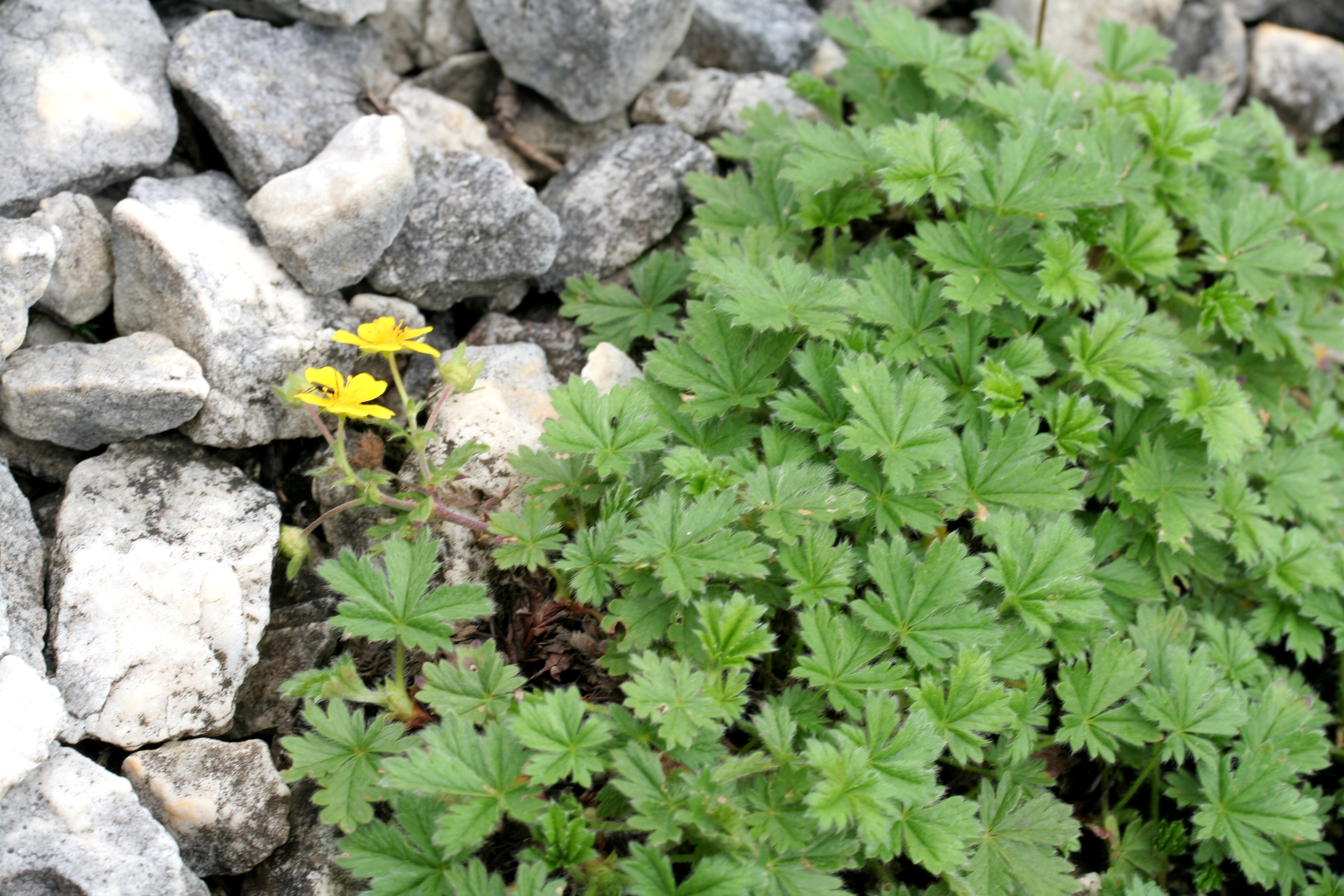